# Sylvius Leopold Weiss
Sylvius Leopold Weiss (Grottkau, 12 ottobre 1686 – Dresda, 16 ottobre 1750) è stato un compositore e liutista tedesco, considerato uno dei più importanti e prolifici compositori di musica per liuto della storia, nonché uno dei liutisti più conosciuti e tecnicamente esperti del suo tempo.

## Biografia
Weiss nacque nel 1686 a Grottkau – vicino a Breslavia, in Slesia – da una famiglia di musicisti. Il padre, Johann Jacob (circa 1662 – 1754), suonava la tiorba e il liuto e insegnò la musica al figlio.
Dopo avere lavorato come musicista nella città natale, nel 1706 Weiss entrò alla corte di Düsseldorf, al servizio dell'elettore palatino Giovanni Guglielmo, dove iniziò a comporre musica per liuto.
Nel 1708 si trasferì a Roma al seguito del principe polacco Aleksander Sobieski, con cui si trattenne in Italia per alcuni anni entrando in contatto con alcuni tra i più celebri musicisti dell'epoca, come Alessandro e Domenico Scarlatti, Georg Friedrich Händel, Bernardo Pasquini e Arcangelo Corelli. Sebbene Weiss non sia poi più tornato in Italia, il contatto con lo stile musicale italiano di quegli anni influenzò il suo stile futuro.
Nel 1714, alla morte del principe Sobieski, Weiss fece ritorno in patria, e nel 1718 risulta membro della cappella della corte di Augusto il Forte, re di Polonia e principe elettore di Sassonia, a Dresda, di cui divenne nel tempo il musicista di spicco con il più alto stipendio, arrivando a percepire un salario di 1 400 talleri l'anno nel 1744. A Dresda ebbe occasione di conoscere e di lavorare con musicisti del calibro di Johann Joachim Quantz, Johann Adolf Hasse e Johann Georg Pisendel. Ebbe tra i suoi allievi Adam Falckenhagen e il principe Philipp Hyazint von Lobkowicz.
Fu una figura importante anche per l'evoluzione tecnica del liuto come strumento musicale: per lui venne creato il primo liuto barocco a 13 cori dalla famiglia di liutai Edlinger.
Nell'ultima parte della sua vita, Weiss divenne amico di Wilhelm Friedemann Bach, e grazie a lui conobbe Johann Sebastian Bach, di cui divenne amico. Si tramanda che Bach e Weiss abbiano disputato una gara di improvvisazione, come descrive Johann Friedrich Reichardt:
Weiss morì il 16 ottobre 1750 a Dresda. È sepolto nel cimitero cattolico della città. Dei suoi sette figli, uno soltanto, Johann Adolph Faustinus Weiss, seguì la carriera di musicista e successe al padre come liutista alla corte sassone.

## Opere

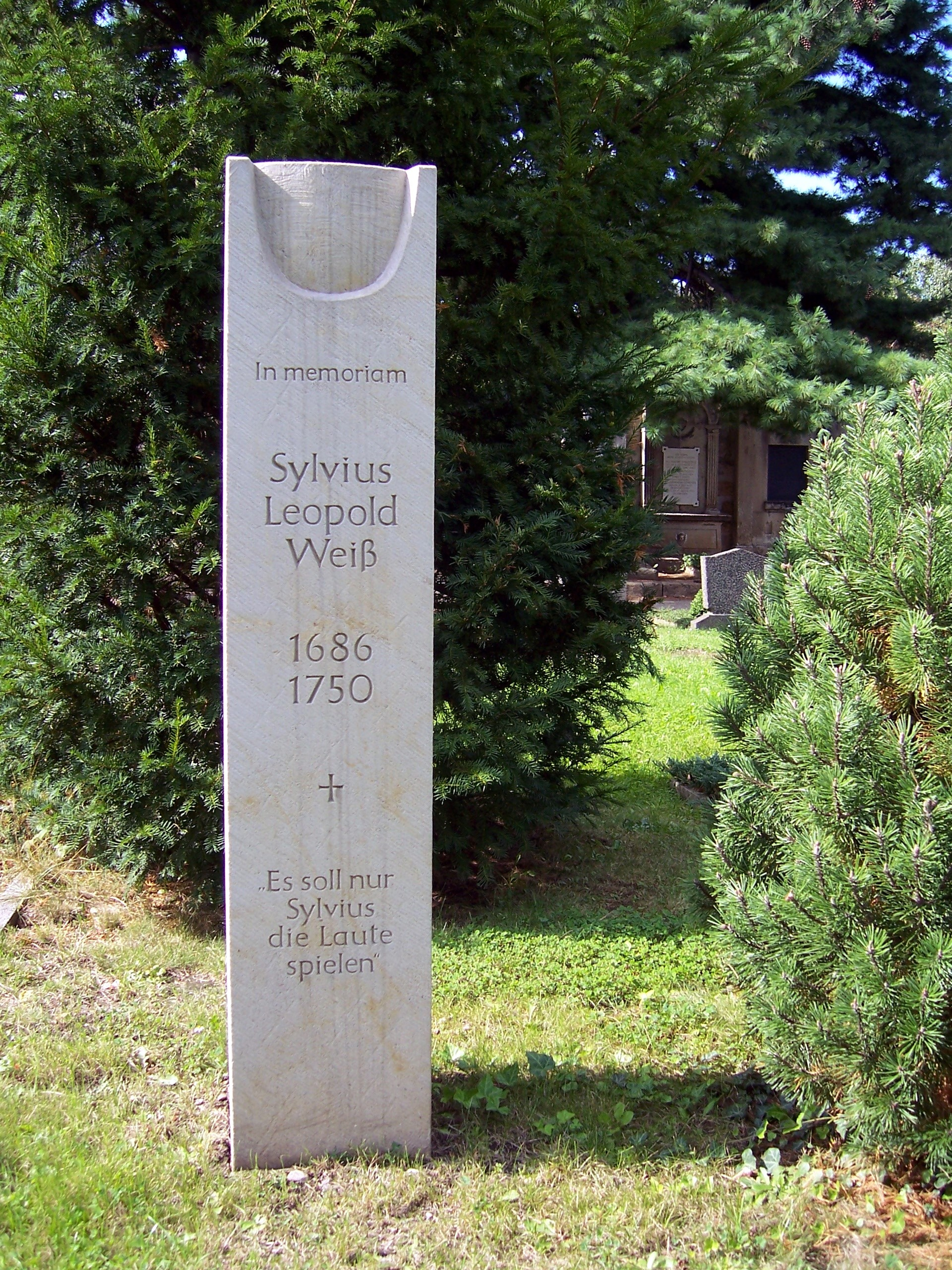
Stele in memoria di Weiss nel cimitero cattolico di Dresda

Come virtuoso e compositore, Weiss è generalmente considerato il maggiore liutista del tardo Barocco.
Weiss pubblicò poco durante la sua vita. Le fonti principali di cui disponiamo per la conoscenza della sua opera sono il Manoscritto di Londra, conservato alla British Library di Londra, che comprende 237 intavolature manoscritte per liuto solo, di cui 26 suites e altri componimenti come la Fantasia (Praga, 1719), e il Tombeau sur la mort du comte Johann Anton Logy; il Manoscritto di Dresda, conservato alla Sächsische Landesbibliothek di Dresda, comprende 21 suites. Circa altri duecento brani, reperibili in altri manoscritti coevi, sono attribuibili con una certa probabilità a Weiss.
Le sue oltre mille opere per liuto costituiscono il corpus musicale più ampio mai scritto per lo strumento. La maggior parte delle sue opere sono scritte sotto forma di sonata (da non confondere con la successiva forma sonata di epoca classica), o di suite composte da 6 pezzi in sequenza della stessa tonalità, generalmente allemanda, corrente, bourrée, sarabanda, minuetto e giga (o allegro). Weiss scrisse inoltre musiche da camera e concerti, della maggior parte dei quali ci sono pervenute soltanto le parti solistiche.